# Idstedt Museum
Das Idstedt Museum in Idstedt ist ein Museum in der Trägerschaft der vom Kreis Schleswig-Flensburg 1978 gegründeten Idstedt-Stiftung. Hauptthema des Museums ist die Schlacht bei Idstedt am 25. Juli 1850.

## Hintergrund
Am historischen Erinnerungsort Idstedt wird über einen bedeutenden Abschnitt deutsch-dänischer Geschichte vor dem Hintergrund der europäischen Revolution 1848/49 informiert: die „Erhebung“ deutschgesinnter Schleswig-Holsteiner gegen Dänemark und den territorialen Streit um die nationale Zugehörigkeit des Herzogtums Schleswig. Nach Auffassung der dänischen Nationalliberalen sollte Schleswig bis zur historischen Reichsgrenze an der Eider ganz in Dänemark aufgehen (die besondere Stellung Schleswigs als Lehen Dänemarks sollte also aufgehoben werden). Die deutsch-orientierten schleswig-holsteinischen Nationalliberalen – in ihren revolutionären Forderungen nach liberalen Grund- und Freiheitsrechten überwiegend einig mit ihren dänischen Kontrahenten – hingegen wollten unter Berufung auf den Vertrag von Ripen vom 5. März 1460 die aus ihrer Sicht untrennbaren (up ewig ungedeelten) Herzogtümer Schleswig und Holstein in den ersehnten deutschen Nationalstaat integrieren. Diese Auseinandersetzung führte am 24. März 1848 zu einem drei Jahre währenden Bürgerkrieg mit zahlreichen Toten und Verletzten auf beiden Seiten.
Am 25. Juli 1850 trafen auf einer in Ost-West-Richtung verlaufenden, ca. 14 km langen Frontlinie bei der kleinen Ortschaft Idstedt die Streitkräfte beiden Seiten aufeinander. Die schleswig-holsteinische Armee zählte ca. 26.000, die dänische Arme ca. 37.000 Soldaten. In dieser Schlacht, die beide Seiten später als Höhepunkt des Krieges empfanden, starben 1.455 Menschen, mehr als 5.000 wurden verwundet oder verstümmelt. Das Dorf Idstedt brannte fast vollständig nieder.
Seit 1869 finden in Idstedt am Jahrestag der Schlacht Gedenkfeiern und Kranzniederlegungen statt. Anfangs wurde dabei vornehmlich an die auf schleswig-holsteinischer Seite gefallenen bzw. verletzten Soldaten erinnert. In den zu diesem Anlass gehaltenen Gedenkreden wurden zur Unterstützung der eigenen Sichtweise jahrzehntelang alte Feindbilder gepflegt und ritualisierte Treuebekenntnisse abgelegt. Diese Form des Gedenkens hat sich seit den 1950er Jahren grundlegend geändert.
Seit dem 150. Jahrestag am 25. Juli 2000 wird der Idstedt-Tag in Kooperation mit dem Kulturverein der dänischen Minderheit, dem Sydslesvigsk Forening, veranstaltet. An der traditionellen und seit den 1950er Jahren unveränderten Zeremonie mit Kranzniederlegungen am Denkmal sowie an den im Umfeld befindlichen Grabanlagen nimmt seither neben Vertretern der Bundeswehr und den Organisationen der Kriegsgräberpflege auch eine Delegation des dänischen Heeres teil.

### Idstedt-Denkmal

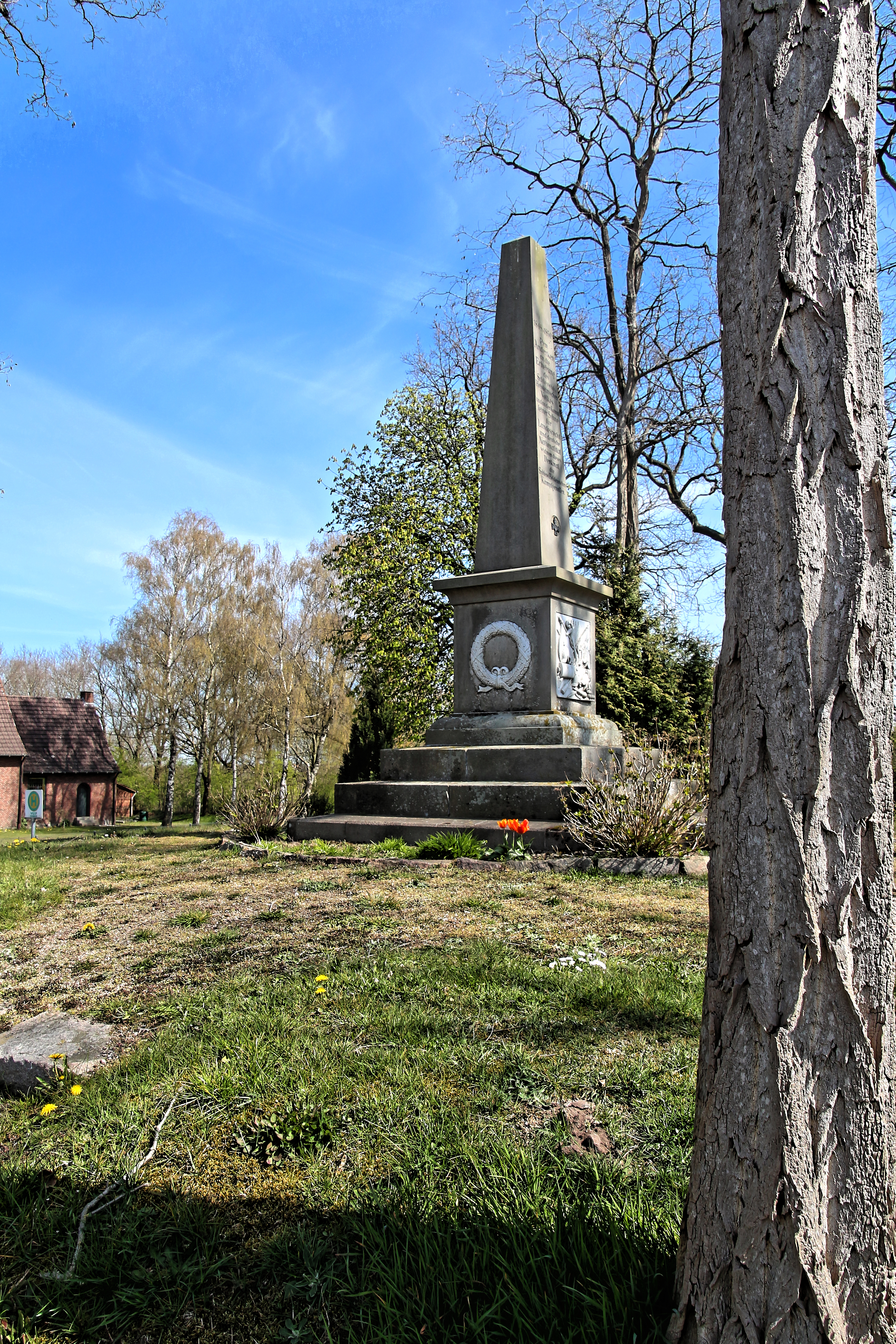
Denkmal (2019)

Mit dem am 25. Juli 1869, in Anwesenheit von ca. 10.000 Gästen auf dem ehemaligen Schlachtfeld errichteten Denkmal, erhielt der historische Erinnerungsort Idstedt seinen ersten Anlaufpunkt. Die Initiative für den auf einer künstlichen Anhöhe platzierten Obelisken ging von den ehemaligen Soldaten der früheren schleswig-holsteinischen Armee von 1848/1849 aus. Diese hatten sich in Kriegervereinen, den Kampfgenossenvereinen, organisiert und für die Realisierung ihrer Idee zu einer landesweiten Spendenaktion aufgerufen.

### Idstedt-Mythos
Zeitgleich mit der Einweihung des Denkmals entstand auch der „Idstedt-Mythos“. Dieser beinhaltete die in der schleswig-holsteinischen Landesgeschichtsschreibung lange Zeit über kolportierte Auffassung, dass die um Loslösung vom dänischen Gesamtstaat fechtenden Schleswig-Holsteiner zwar auf dem Schlachtfeld eine Niederlage erlitten hätten. Ihr heldenmütiger Kampf gegen den übermächtigen Feind und ihr Streben um Aufnahme in den ersehnten, letztlich jedoch gescheiterten demokratischen Deutschen Nationalstaat sei aber nicht vergeblich und die Opfer in der Schlacht bei Idstedt nicht umsonst gewesen. Im Deutsch-Dänischen Krieg 1864 hätten demnach Preußen und Österreich die Initiative ergriffen, die Dänen besiegt und den Weg für die Integration eines nun ungeteilten Schleswig-Holsteins in das Deutsche Kaiserreich geebnet.
Diese Sicht blendet vollkommen aus, dass die deutschgesinnten Schleswig-Holsteiner von 1848 keineswegs darauf aus gewesen waren, von Preußen einverleibt zu werden, so wie dieses 1864 tatsächlich geschah. Zudem wird verkannt, dass die verlustreiche Schlacht bei Idstedt keinen Sieger hatte und keine Seite ihre Kriegsziele verwirklichen konnten. Im Waffenstillstand bzw. Frieden von Berlin am 2. und 10. Juli 1850 hatten sich die in diesem Konflikt von Beginn an involvierten europäischen Großmächte weitgehend über die Schleswig-Holstein Frage verständigt. Die ihres preußischen Bündnispartners beraubten Schleswig-Holsteiner verkannten indes die Lage und begingen den schwerwiegenden politischen Fehler, mit der erneuten Aufnahme der Kämpfe diese Entscheidung abzuwenden.
Zur Erhaltung des auf dem Wiener Kongress von 1815 sorgfältig ausgehandelten Machtgleichgewichts wurde der Status des dänischen Gesamtstaats bekräftigt. Das Herzogtum Schleswig blieb dänisches Lehen und das Herzogtum Holstein unter Führung des dänischen Königs als deutscher Bundesfürst im Deutschen Bund. Die europäische Lösung wurde am 8. Mai 1852 im Vertrag von London nochmals völkerrechtlich bestätigt und geriet erst ins Wanken, nachdem Dänemark im November 1863 den Fehler beging, das Herzogtum Schleswig mit der Novemberverfassung enger an sich zu binden. In diesem Vertragsverstoß sah Preußen unter der Führung Otto von Bismarcks eine willkommene Gelegenheit, eigene Machtansprüche durchzusetzen. In einer Allianz mit Österreich wurde zunächst die Bundesexekution gegen Holstein und Lauenburg vollzogen. Im anschließenden Deutsch-Dänischen Krieg, dessen Höhepunkt der erfolgreiche Sturm preußischer Truppen auf die Düppeler Schanzen am 18. April 1864 war, erlitt Dänemark eine schmerzliche Niederlage und verlor im Ergebnis ca. ein Drittel seines Staatsgebiets. Preußen hingegen hatte seine Position als europäische Großmacht eindrucksvoll gestärkt.
Das bewusste Negieren dieser Fakten im Rahmen des Idstedt-Mythos diente vornehmlich dazu, das auf deutscher Seite lange Zeit nachwirkende Bild Preußens als Vollender des schleswig-holsteinischen Einheitsbestrebens zu stilisieren. Tatsächlich schwelte der Streit um die nationale Zugehörigkeit des Herzogtums Schleswig weiter und brach immer wieder auf: bei der Volksabstimmung von 1920, die – aus deutscher Sicht betrachtet – den Verlust Nordschleswigs herbeiführte und – aus dänischer Sicht – den endgültigen Verlust von Flensburg und Südschleswigs verdeutlichte, und ebenso nach 1945, als dänisch gesinnte Kräfte (spätestens nach der Septembernote allerdings vergeblich) auf den Anschluss des südlichen Schleswigs ans Königreich drängten. Erst im Zuge der zwischen der bundesdeutschen und der dänischen Regierung vereinbarten Bonn-Kopenhagener Erklärungen von 1955 und den darin verbrieften Existenzrechten für die beiderseitigen nationalen Minderheiten entspannte sich die Lage.

### Wärterhaus zur Waffenkammer
Direkt neben dem Idstedt-Denkmal errichteten 1878 Mitglieder des Schleswiger Kampfgenossen-Vereins ein Wärterhaus. Hier sollte eine Aufsichtsperson wohnen, dem auch die Pflege des Denkmalumfeldes anvertraut wurde. Zugleich starteten die Kampfgenossen eine äußert erfolgreiche Kampagne mit dem Ziel, möglichst viele Waffen, Dokumente und Uniformen der ehemaligen Kriegsteilnehmer einzusammeln, um diese als Erinnerungsstücke öffentlich zu präsentieren. Diese fanden 1889 in einem neben dem Wärterhaus erbauten Gebäude, der „Waffenkammer“, ihren Platz.
Die Aufsicht über das erste Idstedt-Museum übertrug der Kampfgenossenverein an einen ehemaligen Kriegsteilnehmer. In einer dem Wärterhaus angegliederten Schankstube versorgte dieser Kriegsveteran die Gäste, so dass sich der Erinnerungsort Idstedt für die Bevölkerung aus der Umgebung zu einem beliebten Anlaufpunkt entwickelte. Ein Museum als Ausflugsort, an dem sich die Besucher auch noch gastronomisch versorgen konnten, war für diese Zeit ein bedeutendes Alleinstellungsmerkmal.

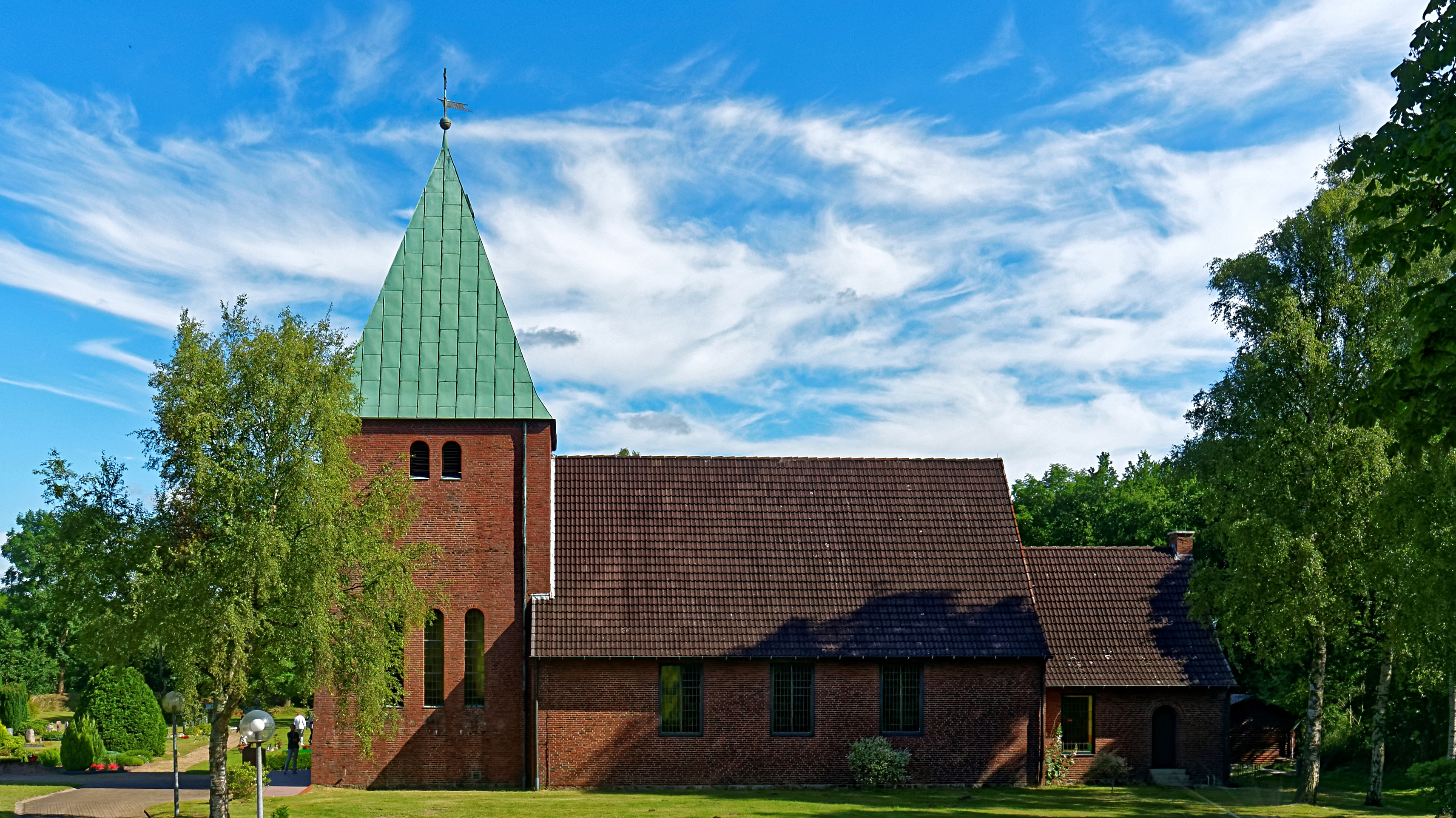
Idstedt-Gedächtniskirche (2017)

Dem Idstedt-Gedanken folgend baute die Kirchengemeinde 1903 auf einem Nachbargrundstück die Idstedt-Gedächtniskirche, einen im neugotischen Stil errichteten Sakralbau, deren ca. 40 m hohen Zwillingstürme die „op ewig ungedeelten“ Herzogtümer Schleswig und Holstein symbolisierten. Aus Sorge um den Erhalt der Waffenkammer übertrugen die im Laufe der Zeit immer weniger werdenden Kampfgenossen die Verantwortung ein Jahr später an die Stadt Schleswig.
Im Ersten Weltkrieg ließ das Interesse am Erinnerungsort jedoch merklich nach. Als 1914 ein Vorschlag die Runde machte, die Exponate in der Landeshalle in Kiel einzulagern, schlugen die Wellen der Empörung zwar hoch, so dass die Pläne nicht realisiert wurden. Dennoch verfielen die Gebäude. In der Inflationszeit reichte das Geld nicht einmal mehr für dringend erforderliche Bauunterhaltungsmaßnahmen. Dies betraf auch die benachbarte Gedächtniskirche, deren Zwillingstürme 1923 wegen Einsturzgefahr verkürzt werden mussten. Zugleich verschwanden Waffen, Uniformen und Dokumente auf mysteriöse Weise.

### Idstedt-Gedächtnishalle oder Idstedt-Halle

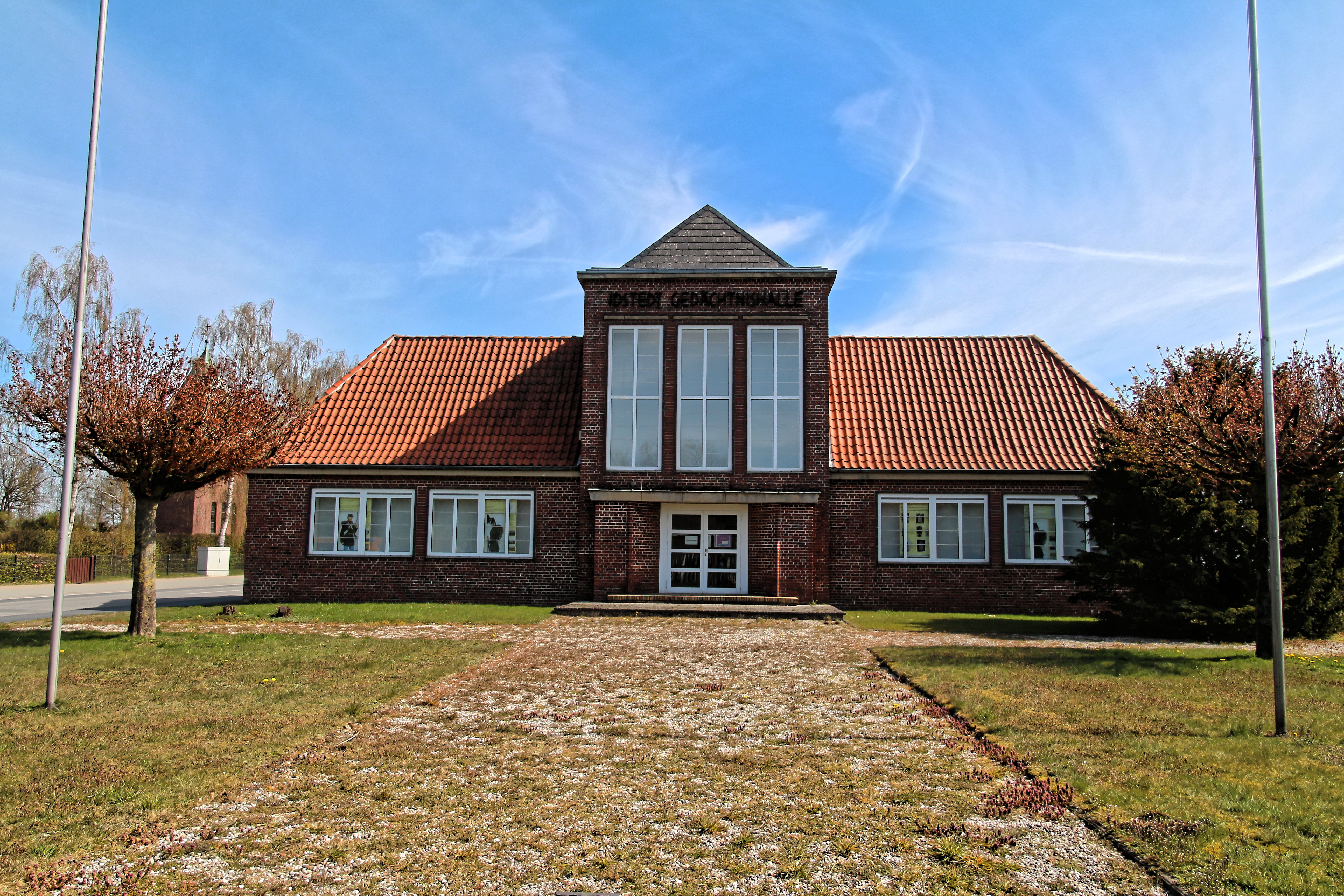
Idtstedthalle (2019)

Eine Initiative des Schleswiger Bürgermeister Oscar Behrens wendete das Blatt. Da staatliche Fördermittel für eine Gebäudesanierung nicht zu bekommen waren, setzte er auf einen Museumsneubau und beauftragte seinen Stadtbaurat Julius Petersen mit einem ersten Entwurf. Dessen Veröffentlichung 1927 in einer Sonderbeilage des Hamburger Fremdenblattes führte unter den norddeutschen Architekten allerdings zu einem Sturm der Entrüstung. Der Bund deutscher Architekten erhob offiziell Beschwerde beim Magistrat. Weil Petersen sich zu sehr an einem Entwurf für die Friedhofskapelle in Itzehoe des Hamburger Architekten Hans Philipp orientiert habe. Der um seine Urheberrechte besorgte Phillip kündigte sogar eine Klage an.
Noch im Sommer 1927 reichte Philipp allerdings selbst beim Schleswiger Magistrat eigene Entwürfe ein. Wenige Tage später erhielt er den Auftrag. Ob er und die anderen Kritiker mit dieser überraschenden Entscheidung besänftigt werden sollten, kann nur vermutet werden.
Nach zahlreichen Umplanungen wurde die im Heimatschutzstil errichtete Gedächtnishalle am 3. Juli 1930 eröffnet. Das mit der alten Waffenkammer und dem Wärterhaus in „harmonischer Verbindung“ stehende Gebäudeensemble bildete eine für die Landschaft Angeln typische Hufeisenform. Hans Philipp sorgte zudem für die Inneneinrichtung und war ebenso verantwortlich für das Ausstellungskonzept. Der frühere Ausstellungsraum in der Waffenkammer wurde zur Schankstube umfunktioniert, so dass der Aufsicht führende Wärter mehr Platz für die Bewirtung der nun wieder zahlreicher, nach Idstedt strömenden Gäste zur Verfügung hatte.
1944 wurde das Museum kriegsbedingt für die Öffentlichkeit geschlossen. Nach Überführung der Exponate nach Schleswig, diente es für einige Monate als Flüchtlingslager. Die Wiedereröffnung auf der Grundlage des alten Ausstellungskonzepts fand im September 1949 statt.

### Vom Idstedt-Ausschuss zur Idstedt-Stiftung
Schon bald jedoch stellte sich heraus, dass auch die von Philipp entworfene Gedächtnishalle erhebliche Baumängel aufwies. Nicht besser war es um die benachbarte Gedächtniskirche bestellt, die 1954 sogar abgerissen werden musste und durch einen Neubau ersetzt wurde, die noch heute vornehmlich als Friedhofskapelle dient.
Zudem erlahmte das Besucherinteresse. Erneut verschwanden Museumsexponate. Die Stadt Schleswig als Museumsträger fühlte sich überfordert und übertrug ihre Verantwortung 1962 auf den Kreis Schleswig, der bei der Bewältigung dieser Aufgabe nunmehr vom ehrenamtlichen Idstedt-Ausschuss unterstützt wurde.
Als Ende der 1970er Jahre die endgültige Schließung des Hauses drohte, übernahm der Schleswig-Holsteinische Heimatbund (SHHB) die Initiative. Die Exponate wurden ausgelagert und eine neue, von jüngeren Landeshistorikern allerdings vielfach kritisierte Konzeption entwickelt. Diese knüpfte erneut am Idstedt-Mythos an und mahnte dazu, sich am Mut und an der Opferbereitschaft der bei Idstedt unterlegenen Schleswig-Holsteiner ein Beispiel zu nehmen. Diese hätten die damals zerschlagene Sehnsucht auf den letztlich durch Preußen herbeigeführten Anschluss an Deutschland nicht aufgegeben, wie man auch heute (1978) die Hoffnung auf die Wiedererringung der deutschen Einheit nicht fallen lassen dürfe.
Die Ausstellung wurde zum 1. Schleswig-Holstein-Tag am 9. September 1978 der Öffentlichkeit präsentiert. Sie fand anfänglich zahlreiche Besucher, doch ließ das Interesse zur Jahrtausendwende nach, ja tendierte fast gegen Null.
In Verbindung mit diesen Aktivitäten war zuvor die Trägerschaft neu geregelt und dafür in der Regie des Kreises Schleswig-Flensburg die Idstedt-Stiftung am 20. März 1978 gegründet worden. Die privatrechtliche Stiftung, in der der SHHB, Soldatenverbände und eine Vielzahl von im Kreis gelegenen Gemeinden die Mitgliedschaft erwarben, übernahm zudem die Verantwortung für die Organisation des jährlichen Idstedt-Tages. Außerdem ist sie zuständig für die Pflege der im Nahbereich von Idstedt gelegenen Grabdenkmäler des Krieges von 1848 bis 1850 sowie, gemeinsam mit dem Stammkomitee von 1864, für die Pflege der zur Erinnerung an den Deutsch-Dänischen Krieg 1864 errichteten Denkmäler bei Oeversee.

### Die heutige Dauerausstellung
Im Vorfeld der Feierlichkeiten zum 150. Jahrestag der Schlacht bei Idstedt am 25. Juli 2000 diskutierte der Stiftungsvorstand erste Überlegungen für eine völlige Neukonzeption der als veraltet geltenden Ausstellung. Einigkeit bestand darüber, den aktuellen Forschungsstand und ebenso den Wandel im deutsch-dänischen Verhältnis stärker zu berücksichtigen.
Die Planung und Umsetzung des Vorhabens übernahm die Kulturstiftung des Kreises Schleswig-Flensburg. Dabei entstand ein seit längerer Zeit diskutierter Erweiterungsbau, der am 17. Mai 2005 gemeinsam mit der neuen, konsequent zweisprachigen (deutsch-dänisch) Dauerausstellung eingeweiht wurde.
Leitmotiv der Ausstellung ist die These, dass die Schlacht bei Idstedt angesichts der zuvor gefallenen Entscheidung der europäischen Großmächte über die nationale Zugehörigkeit des Herzogtums Schleswig hätte vermieden werden können und hier unnötig Menschenleben geopfert wurden. Im Erweiterungsbau mit Platz für künftige Wechselausstellungen bietet die Ausstellung eine kurze Einführung. Daran anschließend werden die aus der bürgerlichen Aufbruchsstimmung in Europa herzuleitenden Hintergründe und die trotz des nationalen Gegensatzes vorhandenen Gemeinsamkeiten zwischen dänischen und schleswig-holsteinischen Liberalen erläutert.
In dem als Turm konzipierte Innenraum, von Hans Philipp einst als eine mit historischen Hieb- und Stichwaffen geschmückte Ehrenhalle gestaltet, stehen die Menschen, die das Geschehen bei Idstedt miterlebt haben, im Mittelpunkt. Ein 7 m langes, von der Decke herabhängendes Stoffbanner, verzeichnet die 1.455 Namen der in der Schlacht gefallenen Soldaten beider Seiten. An vielen Stellen der Ausstellung finden sich Zitate aus Briefen und Erlebnisschilderungen von Kriegsteilnehmern, die eine emotionale Brücke zwischen den heutigen Betrachtern und dem damaligen Geschehen herstellen sollen und Platz für eigene Interpretationen zulassen.
Der dritte Ausstellungsraum hat die Schlacht bei Idstedt zum Thema. Ein Wandbild als Großkopie einer zeitgenössischen Darstellung des dänischen Malers und damaligen Kriegsteilnehmers Erich Fich veranschaulicht das Geschehen. Dazu werden Informationen über den Kämpfverlauf und das Ende des Krieges mit dem letzten Aufeinandertreffen bei Friedrichstadt und Missunde gegeben.